# I'm Like a Bird
I'm Like a Bird is de debuutsingle van Nelly Furtado, van haar eerste album Whoa, Nelly! De single kwam op 28 november 2000 in de Verenigde Staten op de markt, en enige tijd later volgde ook Europa na het grote succes in Amerika.
Wat Nelly Furtado nooit verwachtte gebeurde: het nummer werd een hit in een groot deel van de wereld. In 2002 won ze de Grammy Award voor de beste vrouwelijke popzangeres met I'm Like A Bird, en daarmee zette Nelly Furtado zich definitief op de wereldkaart.